# كلاوديو بورجي (سياسي)
كلاوديو بورجي هو صحفي واقتصادي وسياسي إيطالي، ولد في 6 يونيو 1970 في ميلانو في إيطاليا. نشط حزبياً في رابطة الشمال. وقد انتخب عضو مجلس النواب في الجمهورية الإيطالية ‏ (19 مارس 2018 – ).

## وصلات خارجية
- الموقع الرسمي